# 九十九里町
九十九里町（日语：／ Kujūkuri machi */?）是千葉縣東部山武郡的一町，面太平洋。町名來自于九十九里濱。為沙丁魚的名產地。往東金市的通勤率為17.0%（平成22年國勢調査）。

## 概要
町中心的地名「片貝」（かたかい）是紀州加太浦（現在和歌山縣和歌山市加太）漁民所開而得名，是九十九里濱沙丁魚重鎮。

### 地理
- 河川：作田川（日语：作田川）、真龜川（日语：真亀川）

### 鄰接自治體
- 東金市
- 山武市
- 大網白里市

## 沿革
- 1955年（昭和30年）3月31日 - 片貝町（日语：片貝町 (千葉県)）、豐海町（日语：豊海町）、鳴濱村（日语：鳴浜村）一部分（作田）合併成立。

## 人口
| 九十九里町人口分布圖 |                                                   |  |
| 九十九里町與日本全國年齡別人口分布比較圖 （2005年資料） | 九十九里町的年齡、男女別人口分布圖 （2005年資料） |  |
| ■紫色是九十九里町 ■綠色是全国 | ■藍色是男性 ■紅色是女性                           |  |
| 九十九里町人口變化 \| 1970年 \| 17,639人 \| \| \| 1975年 \| 17,887人 \| \| \| 1980年 \| 18,037人 \| \| \| 1985年 \| 18,504人 \| \| \| 1990年 \| 19,300人 \| \| \| 1995年 \| 20,196人 \| \| \| 2000年 \| 20,266人 \| \| \| 2005年 \| 19,009人 \| \| \| 2010年 \| 18,004人 \| \| \| 2015年 \| 16,510人 \| \| \| 2020年 \| 14,639人 \| \| |                                                   |  |
| 資料來源：日本總務省統計中心提供之人口普查數據 |                                                   |  |
| 1970年 | 17,639人                                          |  |
| 1975年 | 17,887人                                          |  |
| 1980年 | 18,037人                                          |  |
| 1985年 | 18,504人                                          |  |
| 1990年 | 19,300人                                          |  |
| 1995年 | 20,196人                                          |  |
| 2000年 | 20,266人                                          |  |
| 2005年 | 19,009人                                          |  |
| 2010年 | 18,004人                                          |  |
| 2015年 | 16,510人                                          |  |
| 2020年 | 14,639人                                          |  |

## 產業

### 漁業
- 片貝漁港（日语：片貝漁港）

九十九里町的主要漁業類型有沙丁魚圍網漁業、小型船舶文蛤捕撈、觀光漁船（海釣船）3種。

### 水產加工業
- 主要是以日本鯷為原料的水產加工。

### 觀光業
- 九十九里町的觀光活動有海水浴、衝浪、海釣等。

### 瓦斯事業
- 南關東瓦斯田（日语：南関東ガス田）

### 工業
- 昭榮化學株式會社千葉工場
- 出光Unitec株式會社千葉工場
- 菅原工藝硝子株式會社

## 姊妹都市、友好都市

### 國內
- 富山縣上市町

## 地域

### 教育

#### 小學校
- 片貝小學校
- 九十九里小學校
- 豐海小學校

#### 中學校
- 九十九里中學校

#### 高等學校
- 九十九里高校（日语：千葉県立九十九里高等学校）

## 交通
1961年前曾經設有連接東金站與片貝的九十九里鐵道，現在已經廢除。

### 巴士
- 九十九里鐵道（日语：九十九里鉄道）
- 小湊鐵道
- 千葉花巴士（日语：ちばフラワーバス）
- 【高速巴士】東京站～大網站、SUNRISE九十九里、白子中里海岸（小湊鐵道、千葉花巴士）
- 【急行巴士】千葉站～東金站、片貝站（九十九里鐵道）
- 【急行巴士】千葉站～SUNRISE九十九里、白子車庫（小湊鐵道）

### 道路
收費道路
- 九十九里收費道路（日语：九十九里有料道路）
- 東金九十九里收費道路（日语：東金九十九里有料道路）

主要地方道
- 千葉縣道25號東金片貝線（日语：千葉県道25号東金片貝線）
- 千葉縣道30號飯岡一宮線（日语：千葉県道30号飯岡一宮線）
- 千葉縣道75號東金豐海線（日语：千葉県道75号東金豊海線）

一般縣道
- 千葉縣道122號飯岡片貝線（日语：千葉県道122号飯岡片貝線）
- 千葉縣道123號一宮片貝線（日语：千葉県道123号一宮片貝線）

自行車道
- 千葉縣道405號九十九里一宮大原自行車道線（日语：千葉県道405号九十九里一宮大原自転車道線）
- 千葉縣道408號飯岡九十九里自行車道線（日语：千葉県道408号飯岡九十九里自転車道線）

## 名勝、古蹟、觀光地、祭典、活動

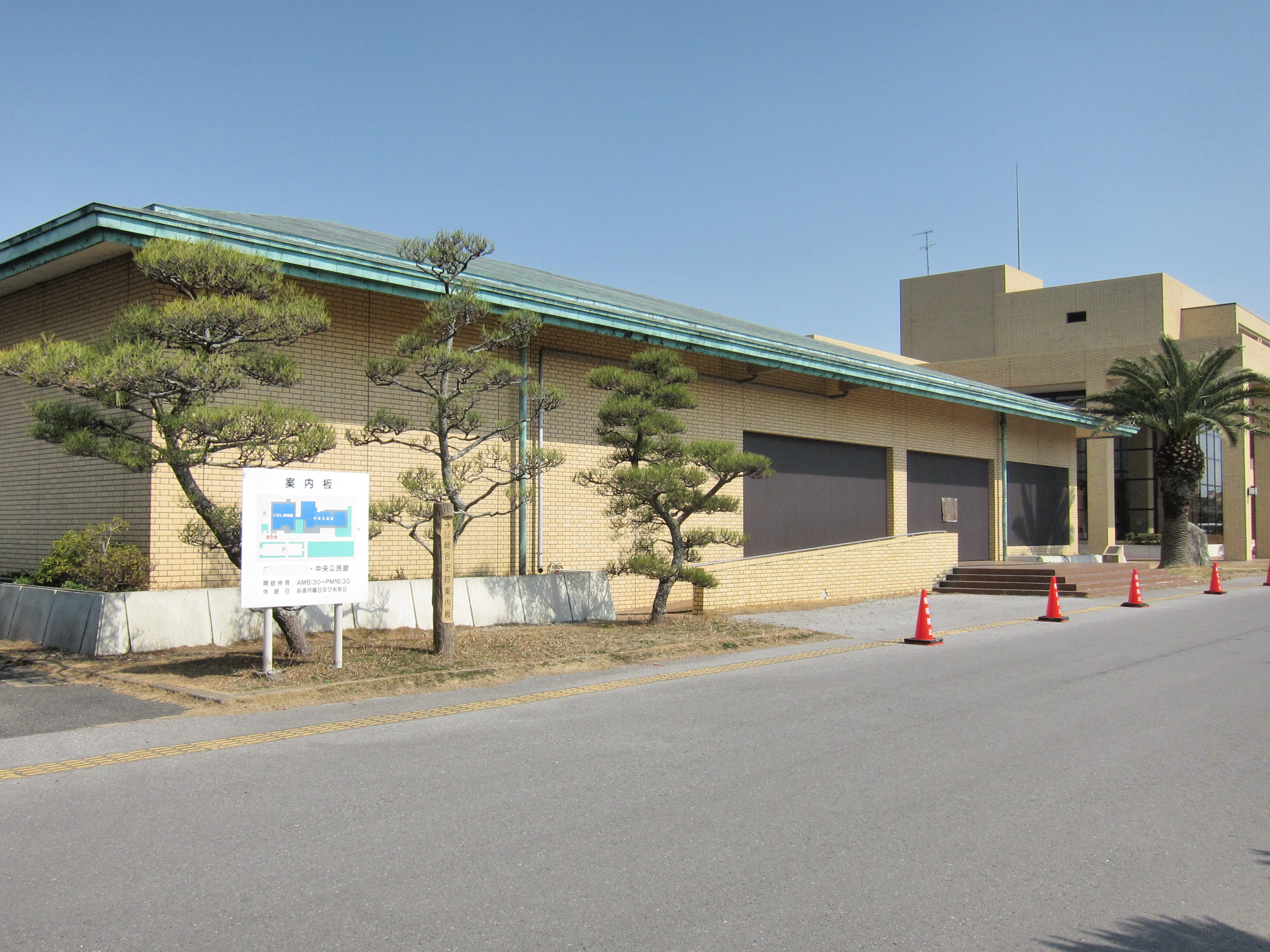
沙丁魚博物館

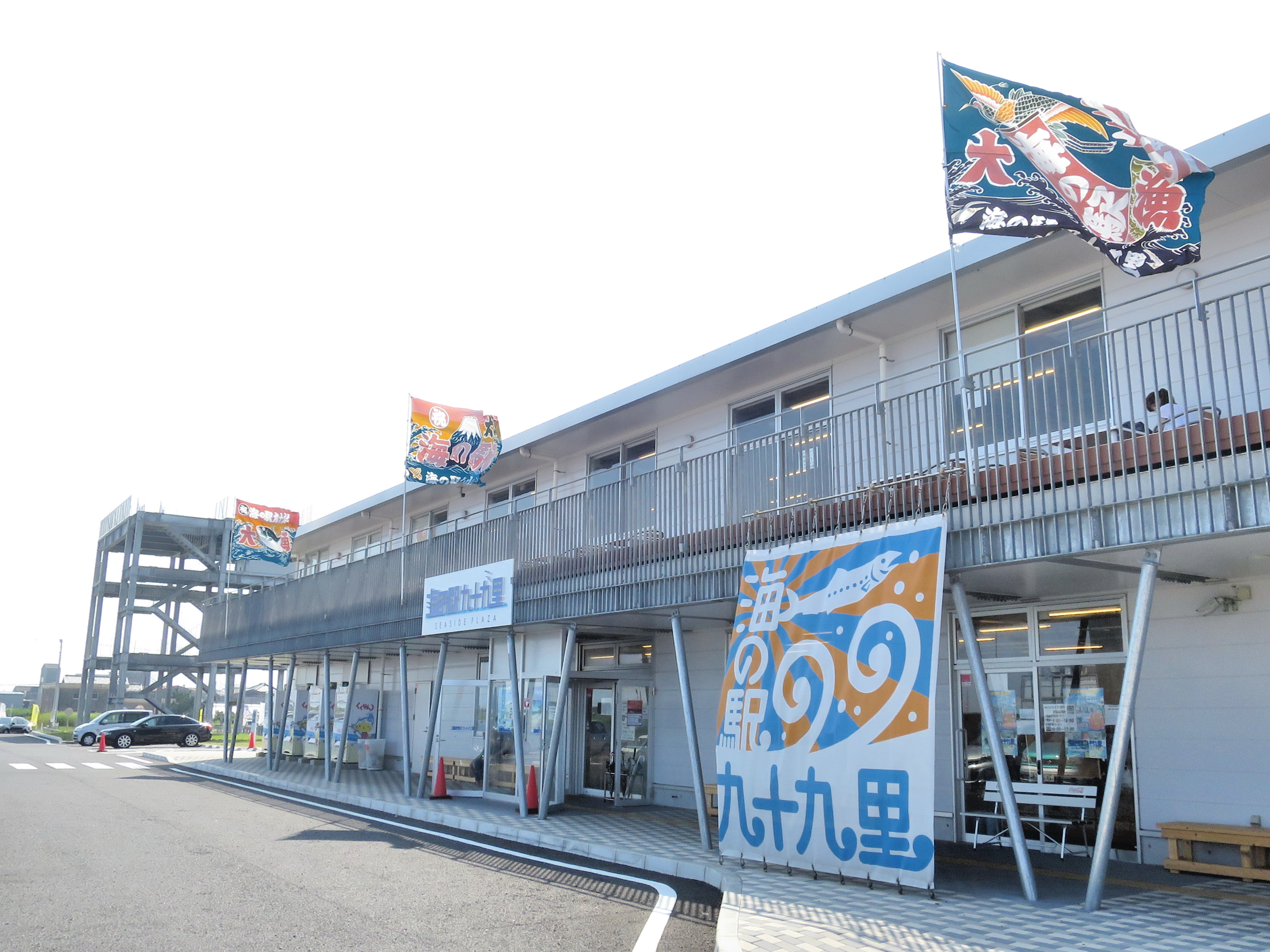
海之驛 九十九里

- 片貝海水浴場：每年八月舉行故鄉祭。近年舉辦雷鬼之夜。
- 豐海海水浴場
- 海灘塔（ビーチタワー）
- 國民宿舍（日语：国民宿舎）SUNRISE九十九里
- 沙丁魚博物館（日语：九十九里いわし博物館）：世界唯一展示沙丁魚相關資料的博物館。因2004年7月30日天然氣氣爆事故造成傷亡，目前（2015年7月）休館。
- 伊能忠敬紀念公園：伊能忠敬故宅與銅像，伊能忠敬出生地已指定為千葉縣史跡。
- 關東地方甘藷栽培發源地碑：1735年（享保20年），青木昆陽在此地栽種番薯，是關東首次成功案例。豐海小學校附近的青木昆陽不動堂甘藷試作地已指定為千葉縣史跡。
- 武家屋敷門：與舊因州池田氏江戶屋敷的黑門、東京大學赤門並稱為日本三門。原是八重洲岡崎藩本多氏上屋敷的門，目前是國家重要文化財。現是山脇學園所有，1974年自東京都芝白金移至山脇學園九十九里臨海學校松籟莊內。但因靠海，為避免鹽害，預計在2016年5月移至東京都山脇學園內[2]。
- 海之驛 九十九里（日语：いわしの交流センター）：片貝漁港旁的博物館、商業設施，正式名稱為沙丁魚交流中心。

## 知名人士
- 伊能忠敬（測量家）

## 備註
1. ↑  『角川日本地名大辞典 12 千葉県』 247頁
2. ↑  . 2015-03-06  [2015-07-23]. （原始内容存档于2015-05-20）.

## 外部連結
- 九十九里町（页面存档备份，存于）